# Alice Heksch

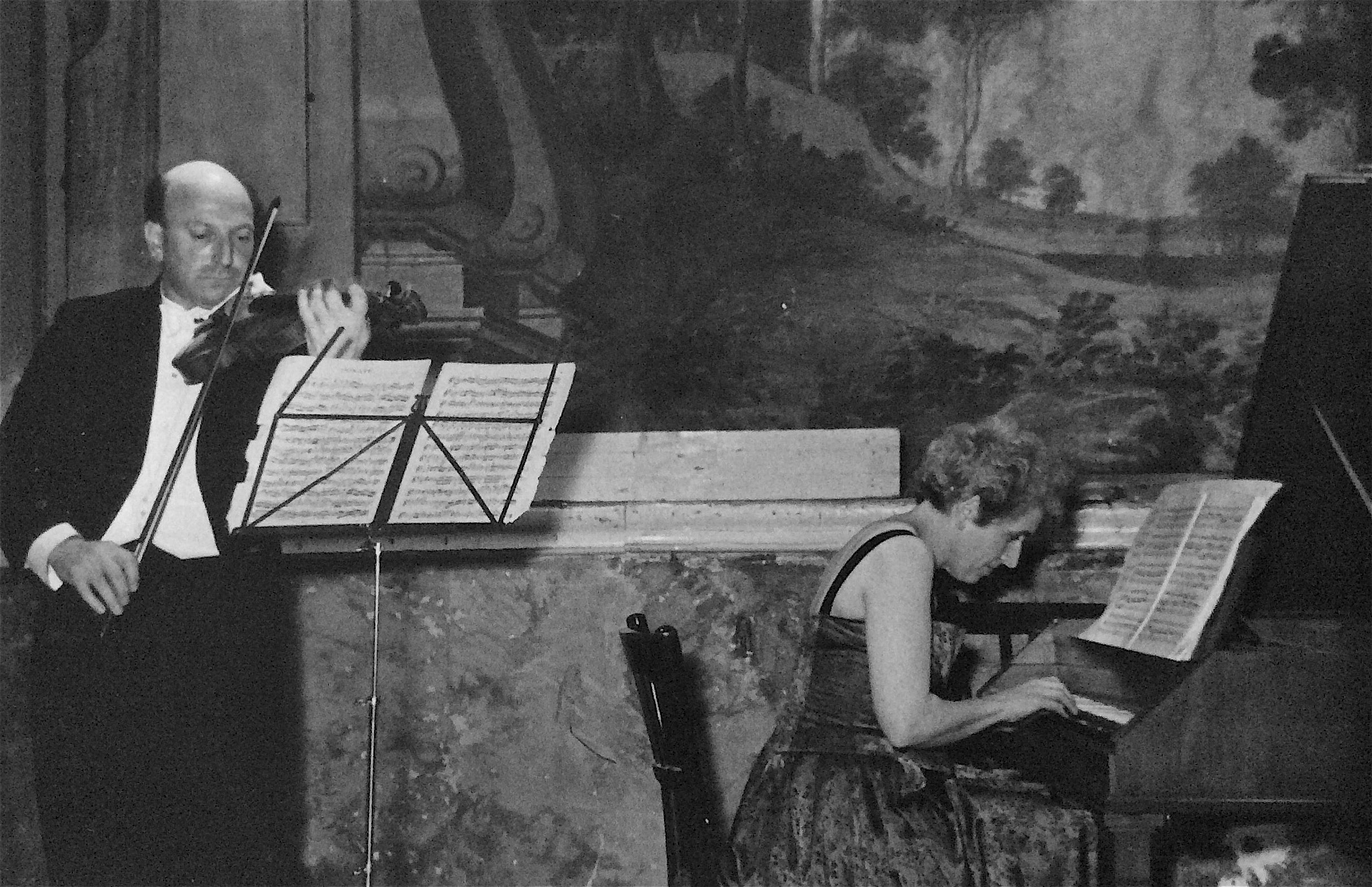
Het Amsterdam Duo met de Mozartvleugel

Alice Heksch (Wenen, 12 februari 1912 - Laren N.H., 1 augustus 1957) was een Nederlandse pianiste, geboren in Oostenrijk. Zij trad op als soliste en als begeleidster. Samen met haar echtgenoot, de violist Nap de Klijn, vormde ze het Amsterdam Duo.

## Biografie

### Jeugd en opleiding
Alice Heksch was van Hongaars-Tsjechische afkomst en werd geboren in Wenen. Na de Eerste Wereldoorlog verhuisde het gezin Heksch naar Nederland. Als achtjarig kind gaf zij reeds concerten, waarbij haar uitzonderlijke begaafdheid opviel. Zij studeerde aan het Amsterdams Conservatorium bij Ulferts Schults, behaalde in 1934 cum laude het eindexamen en in 1936 de Prix d'Excellence. Voorts studeerde ze bij Marcelle Meijer in Parijs en ontving daar de Prix de Gabriel Fauré.

### 1934-1957
Op het Conservatorium ontmoette zij violist Nap de Klijn. Zij speelden samen en raakten bevriend. Hun eerste viool-pianorecital gaven ze op 19 april 1934 in het Hof van Holland te Hilversum. Behalve partners in de muziek werden zij ook levenspartners: zij trouwden in 1936. Het paar vestigde zich in Laren N.H. Zij gaven lessen en traden veelvuldig op. Het echtpaar kreeg drie kinderen.
Omdat Heksch en De Klijn beiden Joods waren doken zij in de Tweede Wereldoorlog onder, op niet minder dan 16 adressen. Heksch' ouders werden door de Duitsers opgepakt en vermoord.
Na de oorlog zetten ze hun muziekleven voort. Ze noemden zich het Amsterdam Duo en traden op in binnen- en buitenland. Op een van hun tournees hoorden en zagen ze de vleugel die door Mozart zelf was bespeeld in Salzburg: een Johann Andreas Stein-vleugel. Heksch was hier zeer van onder de indruk en liet in 1949 bij de firma Neupert in Neurenberg zo’n Mozartvleugel nabouwen. De Mozartvleugel was kleiner dan de moderne vleugel en had een omvang van vijf octaven. De hamertjes waren bekleed met hertenleer, de grote toetsen waren zwart en de kleine wit.
Het echtpaar kocht een Renault Frégate waar de vleugel precies inpaste en ondernam diverse concerttournees door heel Europa. Naast de concerten maakten zij talrijke radio-opnamen in binnen- en buitenland.
Behalve met het Amsterdam Duo trad Heksch solistisch op met dirigenten als Neumark, Schuricht, Van Raalte, Schuurman, Van Otterloo en buitenlandse dirigenten. Een hoogtepunt vormde het concert tijdens de Salzburger Festspiele 1956 in het Mozarteum te Salzburg met Bernhard Paumgartner. Zij speelde daar het Jeune-hommeconcert KV 271. In haar plakboek bevinden zich lovende recensies van 27 augustus 1956 uit de Salzburger Volkszeitung, de Salzburger Nachrichten, het Salzburger Volksblatt, het Salzburger Tagblatt en het Demokratisches Volksblatt.
Zelf zou ze later over dit concert, speciaal het tweede deel, in haar dagboek schrijven: “Het was alsof ik mijn eigen requiem speelde."
Eerder dat jaar had zij met Paumgartner in Wenen Mozarts pianoconcerten no. 21 en 22  (KV 467 en KV 482) opgenomen voor Philips.
Het Amsterdam Duo nam sonates van Mozart en Beethoven op met de Mozartvleugel. Daarnaast speelden De Klijn en Heksch twee grammofoonplaten vol met Encores onder de naam Romano Rubato & Bianca Ritorno.
Op het hoogtepunt van zijn roem kreeg het Amsterdam Duo een uitnodiging voor een tournee van 25 concerten in Amerika en Canada. Door ziekte van Heksch kon dit niet doorgaan. Zij overleed in 1957.
Op 1 september 1957, een maand na haar dood, sprak Wouter Paap een herdenkingsrede uit in de concertzaal van de Singer Memorial Foundation te Laren N.H., geïllustreerd met grammofoonopnamen. In zijn rede vermeldde hij o.a. dat het Amsterdam Duo 56 hedendaagse composities had geïntroduceerd, zowel in de concertzaal als voor de radio in binnen- en buitenland.

## Discografie

### Philips
- Beethoven: Sonates voor viool en piano no. 5 en 6
- Mozart: Sonate voor piano en viool KV 301, 304, 306, 378 en 379
- Mozart: Sonate KV 11; Variaties op “Hélas, j’ai perdu mon amant’ KV 360
- Mozart: Variaties op ‘Come un Agnello’ KV 460; Alla Turca KV 331; Fantasie KV 397; Menuet 1 en 2 KV 282
- Mozart: Pianoconcert no. 22 KV 482
- Mozart: Pianoconcert no. 21 KV 467; Fantasie KV 397
- Schubert: Forellenkwintet (met leden van het Nederlands Strijkkwartet)
- Romano Rubato plays (met Bianco Ritorno)
- Favourite violin-soli (Romano Rubato en Bianca Ritorno)

- Bibliothèque nationale de France: cb140398492 (data)
- CiNii: DA18977607
- International Standard Name Identifier: 0000 0003 7388 0654
- Library of Congress Control Number: no92023933
- Virtual International Authority File: 19881334